# 賽大豬
賽大豬是中國大陸廣東潮汕地區的習俗，於每年農曆正月十七、十八日舉行舉行，類似台灣的神豬大賽。人們會把豬養得又大又胖，到祭祀用作犧牲祭品，把豬作奔躍狀，簪花掛紅，在口裡塞進大桔，並跟其他人的豬比誰的較重，他們認為豬越重，神明賜給他們的福氣就越多。祭祀結束後，豬肉會分贈各人。